# Jacqueline Cohen (bande dessinée)
Ne doit pas être confondu avec Jacqueline Cohen.
Jacqueline Cohen, née en 1943, est une scénariste de bande dessinée, autrice d'œuvres pour enfants et traductrice. Elle est particulièrement connue comme autrice des textes des aventures de Tom-Tom et Nana.

## Biographie
Jacqueline Cohen naît en 1943. Elle est diplômée de l'École nationale des langues orientales.
Elle traduit en français des ouvrages français et russes.
Elle devient scénariste pour le groupe Bayard Presse dans les années 1970. Elle écrit le scénario des aventures de Tom-Tom et Nana pour la dessinatrice Bernadette Després. 
Les Tom-Tom et Nana paraissent d'abord en prépublication dans les revues J'aime lire à partir de 1977, et paraissent ensuite à partir de 1985 en albums aux éditions Bayard. Jacqueline Cohen est la scénariste des trente premiers volumes, publiés de 1985 à 2003.
Jacqueline Cohen écrit aussi les textes des Copains des tilleuls dans la revue Astrapi, avec des dessins de François Daniel.
Elle écrit également des romans pour la jeunesse, comme Les Mots de Zaza ou Léontine en Marmousie, qui paraissent dans Les Belles Histoires de Pomme d'api. Elle est aussi l'autrice de Maître Renard pour Astrapi, et écrit également pour Je bouquine.